# Anna Lindberg (författare)
Anna Lindberg, född 24 juli 1982 i Falun, är en svensk författare och översättare från tyska och engelska. 2012 debuterade hon med romanen Något måste hända nu (Mix Förlag). Boken nominerades till debutantpriset Slangbellan. Lindberg har varit verksam inom det feministiska förlaget Dockhaveri. Där utkom hon med novellsamlingen Frihetsgudinnor.
Anna Lindberg har bland annat översatt Idioten av Elif Batuman, När reglerna slutat gälla av Ariel Levy och Politiska fiktioner av Joan Didion (tillsammans med Magdalena Sørensen).
Lindberg är även verksam som fotograf. På Bokmässan 2019 visades hennes fotoutställning The Invisible People, en serie porträtt av litterära översättare i deras arbetsmiljö.
Tidigare har Lindberg varit kulturredaktör på tidskriften Expo.

## Översättningar (urval)
- Edna O'Brien: Flicka (Girl) (Natur & Kultur, 2020)
- Edna O'Brien: Två flickor på Irland (The Country Girls) (Natur & Kultur, 2020)
- Elif Batuman: Idioten (The Idiot) (Natur & Kultur, 2018)
- Ariel Levy: När reglerna slutat gälla (The Rules Do Not Apply) (Natur & Kultur, 2017)
- Joan Didion: Politiska fiktioner (Political Fictions) (översatt tillsammans med Magdalena Sørensen, Atlas, 2016)
- Irena Brezná: Den otacksamma främlingen (Die undankbare Fremde) (Vaktel förlag, 2016)
- Heinz Heger: Männen med rosa triangel (Die Männer mit dem rosa Triangel) (Atlas, 2013)
- Monika Rinck: till omfamningens frånvaro (zum Fernbleiben der Umarmung) (översatt tillsammans med Cecilia Hansson, Rámus, 2012)
- Emine Sevgi Özdamar: Sällsamma stjärnor stirrar mot jorden (Seltsame Sterne starren zur Erde) (Rámus, 2012)

## Priser och utmärkelser
- 2012 – Nominerad till Slangbellan
- 2012 – Nominerad till Årets översättning